# Conscrits de Chassenard
Pour les articles homonymes, voir Conscrit (homonymie).
 (mai 2025).
Motif : L'absence de texte, même locaux, sur cette tradition me parait très problématique.
- Archive Wikiwix
- Bing
- Cairn
- DuckDuckGo
- E. Universalis
- Gallica
- Google
- G. Books
- G. News
- G. Scholar
- Persée
- Qwant
- (zh) Baidu
- (ru) Yandex
- (wd) trouver des œuvres sur Wikidata

| 1. | Préciser le motif de la pose du bandeau. | Précisez le motif de la pose du bandeau en utilisant la syntaxe suivante : {{admissibilité à vérifier\|date=mai 2025\|motif=remplacez ce texte par le motif}}                                |
| 2. | Informer les utilisateurs concernés.     | Pensez à avertir le créateur de l'article, par exemple, en insérant le code ci-dessous sur sa page de discussion : {{subst:avertissement admissibilité à vérifier\|Conscrits de Chassenard}} |

Chassenard est une commune de l'Allier en France où se pratique la tradition des conscrits,.
Les conscrits sont les jeunes du village, garçon ou fille, qui vont fêter leurs 18 ans. Mais c'est l'année des 20 ans qui détermine le nom de la classe.
Ainsi en 2006, ce sont les natifs de 1988 qui fêtent les conscrits et ils s'appellent les conscrits 2008. Pour compliquer encore la chose, le roulement entre deux années se fait sur l'année scolaire. Donc pour reprendre l'exemple ci-dessus, c'est de septembre 2005 à septembre 2006 qu'est active la classe 2008.
Ceux qui vont fêter leurs 17 ans sont appelés les « bleus ». Ceux qui vont fêter leurs 19 ans sont souvent appelés les « anciens ».
Traditionnellement, les conscrits portent un canotier et une cocarde bleu blanc rouge au cœur de laquelle est inscrite l'année du conscrit (08 pour l'exemple ci-dessus). Les bleus portent un ruban bleu.
Il y a principalement quatre activités au cours de l'année : 
- de septembre à début janvier : les conscrits choisissent un objet à l'effigie de leurs classes et le distribue dans les maisons. Les personnes peuvent donner, ou non, de l'argent en échange de cet objet.
- pendant les vacances de février : organisation d'un bal de jeunes (environ 300 personnes chaque année). L'entrée est payante, mais c'est surtout sur la vente de boisson que les conscrits espèrent faire un bénéfice.
- la nuit du 30 avril au 1er mai : les conscrit « courent le mai ». Durant cette nuit les conscrits parcourent le village à vélo et distribuent du muguet dans les maisons. Ce muguet étant généralement ramassé par les conscrits eux-mêmes dans les bois. Afin de réveiller les habitants, les conscrits usent de moyens bruyants tel que des pétards, des trompettes ou des cornes de brume.

Il est de coutume que les habitants offrent un verre aux conscrits, et parfois des œufs qui serviront à faire une omelette pour le lendemain midi. Les bleus courent le mai avec les conscrits ainsi que les anciens parfois.
Enfin les conscrits organisent un banquet où sont conviés les parents, le maire et des amis, ainsi que les bleus (si les finances le permettent) . Cependant, il arrive désormaisque les conscrits utilisent leur argent pour organiser un voyage ensemble à la place du banquet (voir organiser les deux, s'ils ont gagné beaucoup d'argent).

## Liste des objets des conscrits de Chassenard
Liste des objets offerts par les Conscrits de Chassenard aux habitants de Chassenard lors de la traditionnelle distribution.
Attention, l'année correspond à la classe qui a distribué l'objet et non à l'année de distribution.
- 2020 Verre gradué
- 2010 Disque de stationnement
- 2009 Bougie et porte bougie
- 2008 Verre
- 2007 Mug
- 2006 Verre
- 2005 Cendrier
- 2004 Dessous-de-plat
- 2003 Mug
- 2002 Coupelle
- 2001 Sabot en porcelaine
- 2000 Thermomètre
- 1999
- 1998
- 1997 Coupelle
- 1996
- 1995 Cendrier
- 1994 Verre à bougie
- 1993 Bouteille de vin